# Matanzas de Hué
Las Matanzas de Hué es el nombre dado a las ejecuciones sumarias perpetradas por el Vietcong y el EVN en la ciudad imperial de Hué durante el tiempo que esta estuvo en su poder a lo largo de la Ofensiva del Tet. La Batalla de Huế comenzó el 31 de enero de 1968 y duró 26 días. Durante los meses y años siguientes, se descubrieron docenas de fosas comunes en Huế y sus alrededores. Se estima que murieron entre 2800 y 6000 civiles y prisioneros de guerra, o entre el 5% y el 10% de la población total de Huế. Vietnam del Sur publicó una lista de 4062 víctimas identificadas como asesinadas o secuestradas. Las víctimas fueron encontradas atadas, torturadas y, en ocasiones, enterradas vivas . Muchas víctimas también fueron asesinadas a garrotazos.
Varias autoridades estadounidenses y survietnamitas, así como varios periodistas que investigaron los sucesos, interpretaron los descubrimientos, junto con otras pruebas, como demostración de que se había cometido una atrocidad a gran escala en Huế y sus alrededores durante las cuatro semanas de ocupación. Los asesinatos se percibieron como parte de una purga a gran escala de todo un estrato social, incluyendo a todos aquellos que apoyaban a las fuerzas estadounidenses en la región. La masacre fue objeto de un creciente escrutinio mediático cuando, posteriormente, informes de prensa alegaron que "escuadrones de venganza" survietnamitas también habían estado operando tras la batalla, buscando y ejecutando a ciudadanos que habían dado apoyo durante la ocupación comunista. En 2017, Ben Kiernan describió la masacre como "posiblemente la mayor atrocidad de la guerra".

## Las consecuencias de la Ofensiva para la población del Sur
Cuando en 1968 las Fuerzas Armadas de la República Democrática de Vietnam y el Frente Nacional de Liberación de Vietnam lanzaron la Ofensiva del Tet lograron poner en jaque a la inmensa mayoría de fuerzas del Ejército de la República de Vietnam y las tropas estadounidenses. Durante los días que duró la operación, la mayoría de las provincias del Sur sufrieron ataques y buena parte de ellas quedó en poder de los comunistas durante varios días, hasta que la enorme potencia de fuego desplegada principalmente por Estados Unidos infligió fuertes pérdidas a los combatientes y pudo recuperar todas las ciudades perdidas.
El Vietcong estableció autoridades provisionales poco después de capturar Huế en la madrugada del 31 de enero de 1968. Se les encargó derrocar al gobierno existente en la ciudad y reemplazarlo por una " administración revolucionaria ". A partir de listas de " tiranos crueles y elementos reaccionarios " previamente elaboradas por oficiales de inteligencia del Frente Nacional de Liberación de Vietnam, se detuvo a numerosas personas tras las primeras horas del ataque. Entre ellas se encontraban soldados del Ejército de la República de Vietnam, funcionarios, miembros de partidos políticos, líderes religiosos locales, maestros, civiles estadounidenses y extranjeros. Los cuadros gritaron los nombres de sus listas por altavoces, ordenándoles que se presentaran en una escuela local. Quienes no se presentaron voluntariamente fueron perseguidos.
Cuando los vietnamitas del sur y los estadounidenses retomaron la zona, la ciudad fue prácticamente arrasada, hallaron que mucha de la población seguía con vida, otros habían huido como desplazados y varios miles de personas estaban desaparecidas. En los 18 meses siguientes, las investigaciones descubrieron varias fosas comunes en claros de la selva, lechos de ríos y zonas salinas cerca del mar. En dichas fosas pudieron contarse miles de cadáveres, muchos de ellos con signos de haber sufrido torturas como mutilaciones o haber sido enterrados vivos.

## La versión vietnamita
El 4 de febrero, cinco días después de haber tomado la ciudad, Radio Hanói anunciaba haber “rodeado y castigado a docenas de crueles agentes”. El 25 de febrero, cuando la ciudad fue reconquistada, se constató lo selectivo de las purgas realizadas contra el personal de la administración destinado en Hué.
Un documento capturado al Viectcong informaba de haber eliminado a 1.892 empleados de la administración, 38 policías y 70 ”déspotas”. Pero las excavaciones encontraron 2800 cadáveres en fosas comunes de la selva, lechos de ríos y bancos salinos costeros.

## Otras versiones
Muchos de los que se oponían a la participación de Estados Unidos indicaron que dichas víctimas lo fueron en realidad de los bombardeos estadounidenses; posteriormente se atribuyeron a las tropas del EVN en retirada. Pero un análisis de los restos indica que muchos de los muertos habían sido enterrados vivos y otros mostraban mutilaciones en su cuerpo propias de torturas. Por tanto, resulta poco creíble que un ejército en retirada y perseguido por sus enemigos, se tomara tantas molestias en trasladar y enterrar a las víctimas provocadas en su retirada.
Radio Hanói ridiculizaba la búsqueda de cadáveres que calificaba de “gamberros aduladores que habían pagado la deuda de sangre”. Acciones para inspirar el terror eran realizadas muy a menudo por el EVN y el Vietcong; pero lo realizado por los escuadrones de la muerte vietnamitas era mucho mayor en número a cualquier otro suceso realizado hasta entonces y mucho más planificado.
La presidencia de Estados Unidos trató de utilizar estos descubrimientos para ilustrar lo que, según ellos, sucedería si Hanói lograba anexionarse el Sur.